# Тіно Анджорін
Фаустіно Адебола Рашид "Тіно" Анджорін (англ. Faustino Adebola Rasheed "Tino" Anjorin, нар. 23 листопада 2001, Пул, Англія) — англійський футболіст нігерійського походження, атакувальний півзахисник італійського клубу «Емполі».
На правах оренди грає в «Торіно».

## Ігрова кар'єра

### Клубна
Тіно Анджорін є вихованцем клубної академії лондонського «Челсі». Дебют футболіста на професійному рівні відбувся 25 вересня 2019 року у матчі Кубка Ліги проти «Грімсбі Таун». В чемпіонаті країни першу гру в основі команди Анджорін провів 8 березня 2020 року, коли вийшов на заміну у матчі проти «Евертона». В грудні 2020 року Анджорін вийшов у стартовому складі на матч Ліги чемпіонів проти «Краснодара».
Сезон 2021/22 Анджорін почав в складі московського «Локомотива». Але вже в січні 2022 року клуби досягли домовленності про дострокове припинення оренди гравця. І одразу футболіст був відправлений воренду до «Гаддерсфілд Таун». Влітку термін оренди було продовжено ще на один сезон. Сезон 2023/24 півзахисник провів в оренді в клубі «Портсмут».
В серпні 2024 року Тіно перейшов до італійського «Емполі», з яким підписав контракт на три роки. За результатами сезону «Емполі» вибув до Серії В,а сам футболіст в липні 2025 року перейшов на правах оренди до «Торіно».

### Збірна
У 2018 році в складі юнацької збірної Англії (U-17) Анджорін брав участь у домашньому юнацькому чемпіонаті Європи, де команда Англії у півфіналі поступилася по пенальті майбутнім переможцям — збірній Нідерландів.

## Титули
Челсі
 Переможець Ліги чемпіонів: 2020/21
Портсмут
- Переможець Першої ліги: 2023/24